# 韓國—象牙海岸關係
韓國－象牙海岸關係是指大韓民國和西非国家科特迪瓦之間历史上与现代的双边關係。1961年7月23日，韩国与象牙海岸建立外交關係，象牙海岸是第一個與韓國建立正式外交關係的非洲國家。此后兩國友好關係順利發展，在政治、经贸、文化等领域的合作不断。

## 历史
1960年，象牙海岸脫離法國獨立，奉行反共主义的象牙海岸总统费利克斯·乌弗埃-博瓦尼與西方國家建立了緊密的關係，随后亦于独立翌年的7月23日与同属西方阵营的大韓民國建立外交关系，此举也使得象牙海岸成为第一個與韓國建立正式外交關係的非洲國家。韩国随即于1966年7月12日在阿比让建立大使馆，而象牙海岸则在31年后于韩国首都汉城建立大使馆。
象牙海岸革命戰爭后，象牙海岸局势失控，韩国政府为此派遣了数名军官赴象牙海岸，以支援联合国驻象牙海岸维和部队的工作。时任联合国秘书长潘基文也曾经任命韩国外交官崔英镇为聯合國秘書長駐象牙海岸特別代表。
2014年，科特迪瓦总统阿拉萨内·瓦塔拉访韩，成為首位出訪韓國的象牙海岸國家元首。并与韩国总统朴槿惠在青瓦台举行了会晤，并就两国贸易投资等领域的合作方案以及文教合作、领事合作、国际事务合作等方案进行了商讨，两国元首还对朝鲜半岛和非洲局势交换了意见。

## 经贸合作关系

### 贸易
据象牙海岸经济与财政部数据，2020年，韩国对科出口额达到1.25亿美元，为科特迪瓦第19大进口伙伴。同年，科特迪瓦对韩出口额达到487万美元，主要出口废铜、可可豆及海产品。
2010年，象牙海岸新车市场上，韓國汽車市占率達21%，仅次于日本。受到当地内战負面影響，銷售量一度大幅下滑。2012年後，受到戰後重建刺激，韩国汽车的销售量开始回升，但中古車的进口仍然影响了韩国新车的销售。
2014年，科总统阿拉萨内·瓦塔拉访韩期间，韓、象两国政府签署了《经济合作谅解备忘录》，该协议将有助于扩大两国贸易投资规模并加强双边产业合作。

### 投资
科特迪瓦内战结束后，韩国企业开始积极参与科特迪瓦的重建工作，現代Rotem等韩国企业开始与法国布依格集团在科特迪瓦第一大城市阿比让修筑城际铁路，除此之外，韩国企业亦参与了科特迪瓦的火力发电站、高速公路、港湾等基础设施建设项目。